# The Phantom of the Open
The Phantom of the Open là bộ phim tiểu sử hài hước chính kịch của Anh Quốc ra mắt năm 2021 và được đạo diễn bởi Craig Roberts. Kịch bản phim được viết bởi Simon Farnaby cũng đồng thời là tác giả của bộ tiểu thuyết The Phantom of the Open: Maurice Flitcroft, The World's Worst Golfer cùng với Scott Murray và đây cũng chính là nguyên tác được dựa trên của phim. Phim có sự tham gia của dàn diễn viên nổi tiếng bao gồm Mark Rylance, Sally Hawkins, Rhys Ifans, Jake Davies, Christian Lees, Jonah Lees, Mark Lewis Jones và Johann Myers.

## Diễn viên
- Mark Rylance thủ vai Maurice Flitcroft
- Sally Hawkins thủ vai Jean Flitcroft
- Rhys Ifans thủ vai Lambert
- Jake Davies thủ vai Mike Flitcroft
- Christian Lees thủ vai Gene Flitcroft
- Jonah Lees thủ vai James Flitcroft
- Ash Tandon thủ vai Lloyd Donovan
- Afsaneh Dehrouyeh thủ vai Josie
- Mark Lewis Jones
- Johann Myers
- Barry Aird
- Alfredo Tavares thủ vai Nhân viên cảnh sát
- Genevieve Florence thủ vai Cô gái xinh đẹp
- John McGrellis thủ vai Người đàn ông say xỉn
- Pierre Bergman thủ vai Người bảo trì sân vận động
- Olivia Brady thủ vai Thư ký của Mike
- Claire Ashton thủ vai Đầu bếp người Mỹ
- Amy Alexander

## Sản xuất
Vào tháng 5, 2020, phim được thông báo sẽ do Craig Roberts cầm trịch vị trí đạo diễn phim và vai trò biên kịch sẽ do Simon Farnaby đảm nhiệm vì kịch bản sẽ được dựa trên quyển sách tiểu sử của anh ấy - The Phantom of the Open: Maurice Flitcroft, The World's Worst Golfer. Vào tháng 6 cùng năm, Mark Rylance xác nhận tham gia vai chính của phim. Tháng 10, 2020, Sally Hawkins, Rhys Ifans, Jake Davies, Christian Lees, Jonah Lees, Mark Lewis Jones và Johann Myers cũng đồng loạt được xác nhận sẽ tham gia phim và Entertainment One sẽ là nhà phân phối chính thức của phim tại Anh Quốc.
Quá trình quay phim chính của phim được bắt đầu vào tháng 10 năm 2020.

## Phát thành
Vào tháng 7 năm 2021, Sony Pictures Classics được xác nhận đã mua bản quyền để phân phối phim tại Bắc Mỹ, Thái Lan, Pháp và Trung Quốc.
The Phantom of the Open cũng sẽ buổi ra mắt toàn cầu tại Liên hoan phim Luân Đôn BFI lần thứ 65 vào tháng 10 năm 2021.